# Vilić Polje
Vilić Polje je naseljeno mjesto u općini Uskoplje, Federacija Bosne i Hercegovine, BiH.

## Zemljopis
Vilić Polje je smješteno na desnoj strani Vrbasa. Graniči s Pločom i Hrasnicom.

## Povijest
U dijelu Vilić Polja koji se naziva Volari bilo je rimsko naselje u kojem se prerađivala rudača. U Volarima su, također, sačuvana dva sandučasta stećka od veće srednjovjekovne nekropole na lokalitetu Potkućnica. U osmansko doba današnjim Vilić Poljem pod nazivom Sarajvilić vladali su Begovi Vilić-Teskeredžići. Za vrijeme socijalističke BiH ovo je naselje nosilo naziv Sarajvilić.

## Stanovništvo

### Popisi 1971. – 1991.
| Vilić Polje        |              |              |              |
| godina popisa      | 1991.        | 1981.        | 1971.        |
| Hrvati             | 549 (97,86%) | 511 (97,33%) | 440 (96,70%) |
| Muslimani          | 10 (1,78%)   | 8 (1,52%)    | 14 (3,07%)   |
| Srbi               | 2 (0,35%)    | 1 (0,19%)    | 0            |
| Jugoslaveni        | 0            | 4 (0,76%)    | 0            |
| ostali i nepoznato | 0            | 1 (0,19%)    | 1 (0,21%)    |
| ukupno             | 561          | 525          | 455          |

### Popis 2013.
| Vilić Polje        |              |
| godina popisa      | 2013.        |
| Hrvati             | 625 (77,83%) |
| Bošnjaci           | 166 (20,67%) |
| Srbi               | 3 (0,37%)    |
| ostali i nepoznato | 9 (1,12%)    |
| ukupno             | 803          |

## Religija
U mjestu postoji filijalna crkva koja je posvećena Svetom Petru i Pavlu, a pripada župi Bistrica.